# Vetenskapsakademiens Nobelkommitté för fysik

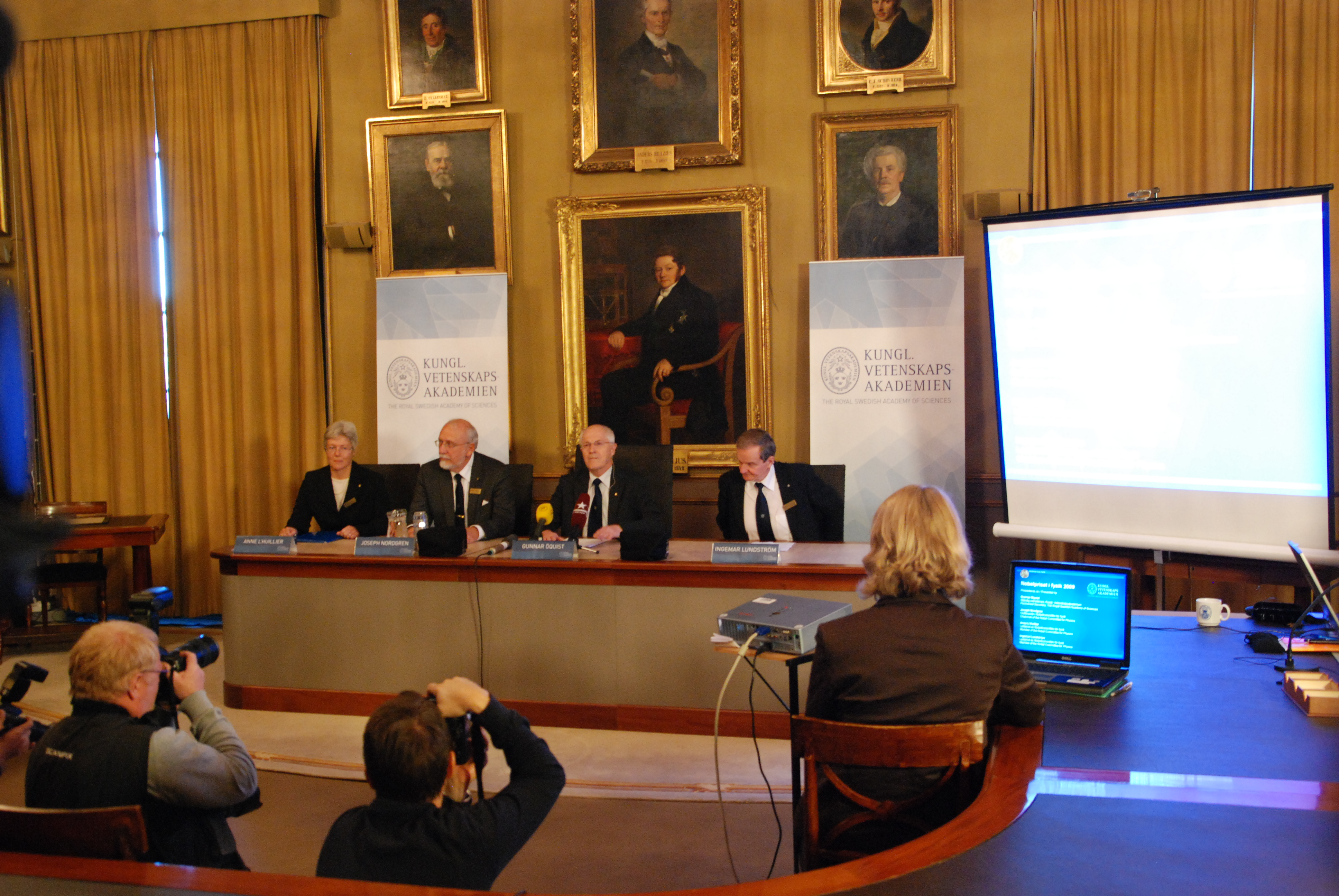
Tillkännagivandet av Nobelpriset i fysik år 2009. Från vänster Anne L'Huillier, Joseph Nordgren, Gunnar Öquist och Ingemar Lundström.

Nobelkommittén för fysik är den nobelkommitté som ansvarar för förslag till pristagare till Nobelpriset i fysik. Nobelkommittén för fysik utses av Kungliga Vetenskapsakademien. Den består vanligen av svenska professorer i fysik som är ledamöter av Vetenskapsakademien, även om akademien i princip kan utse vem som helst som ledamot av kommittén. Kommittén är dock enbart ett beredande organ; det slutliga beslutet om vem som ska få Nobelpriset i fysik fattas av hela Vetenskapsakademien på förslag av Nobelkommittén för fysik, efter att först ha diskuterats i akademiens klass för fysik.

## Nuvarande ledamöter
Nuvarande (augusti 2018) ledamöter av Nobelkommittén för fysik är:
- Olga Botner, f 1953 Danmark, professor i experimentell elementarpartikelfysik (ordförande)
- David Haviland, professor i nanostrukturfysik
- Mats Larsson, professor i molekylfysik
- Thors Hans Hansson, f 1950, professor i teoretisk fysik
- Anders Irbäck, professor i beräkningsbiologi och biologisk fysik
- Gunnar Ingelman, professor i subatomär fysik

## Sekreterare
Sekreteraren deltar vid mötena men har ingen rösträtt om han inte är ledamot av kommittén. Sekreteraren var fram till 1973 gemensam för Vetenskapsakademiens båda Nobelkommittéer. 
- Wilhelm Palmær, 1900–1926
- Arne Westgren, 1926–1943
- Arne Ölander, 1943–1965
- Arne Magnéli, 1966–1973
- Bengt Nagel, 1974–1988
- Anders Bárány, 1989–2003
- Lars Bergström, 2004–2015
- Gunnar Ingelman, 2016–

## Tidigare ledamöter
- Hugo Hildebrand Hildebrandsson, 1900–1910
- Robert Thalén, 1900–1903
- Klas Bernhard Hasselberg, 1900–1922
- Knut Ångström, 1900–1909
- Svante Arrhenius, 1900–1927
- Gustaf Granqvist, 1904–1921 (ordförande omkr. 1920)
- Vilhelm Carlheim-Gyllensköld, 1910–1934
- Allvar Gullstrand, 1911–1928 (ordförande 1923-1928)
- Carl Wilhelm Oseen, 1922–1944 (ordförande 1929)
- Manne Siegbahn, 1923–1961 (ordförande 1947–1957)
- Henning Pleijel, 1928–1947 (ordförande 1930–1946)
- Erik Hulthén, 1929–1962 (ordförande 1958–1962)
- Axel E. Lindh, 1935–1960
- Ivar Waller, 1945–1972
- Gustaf Ising, 1947–1953
- Oskar Klein, 1954–1965
- Bengt Edlén, 1961–1976
- Erik Rudberg, 1963–1972 (ordförande 1963–1972)
- Kai Siegbahn, 1963–1974 (ordförande 1973–1974)
- Lamek Hulthén, 1966–1979 (ordförande 1975–1979)
- Per-Olov Löwdin, 1972–1984
- Stig Lundqvist, 1973–1985 (ordförande 1980–1985)
- Sven Johansson, 1975–1986 (ordförande 1986)
- Gösta Ekspong, 1975–1988 (ordförande 1987–1988)
- Ingvar Lindgren, 1978–1991 (ordförande 1989–1991)
- Carl Nordling, 1985–1997 (ordförande 1992–1995)
- Bengt Nagel, 1986–1997
- Erik Karlsson, 1987–1998 (ordförande 1997–1998)
- Cecilia Jarlskog, 1989–2000 (ordförande 1999–2000)
- Tord Claeson, 1992–2000
- Mats Jonson, 1997–2005
- Sune Svanberg, 1998–2006 (ordförande 2005)
- Per Carlson, 1999–2007 (ordförande 2006–2007)
- Lennart Stenflo, 2001–2006
- Joseph Nordgren, 2001–2009 (ordförande 2008–2009)
- Ingemar Lundström, 2006–2011 (ordförande 2010)
- Börje Johansson, 2006–? (ordförande 2011)
- Björn Jonson, 2006–? (ordförande 2012)
- Lars Brink, 2008–? (ordförande 2013)
- Per Delsing, 2010–2014 (ordförande 2014)
- Claes Fransson
- Anne L'Huillier, (ordförande 2015)
- Olle Inganäs
- Nils Mårtensson